# Grossregion Zürich
Zürich ist eine Grossregion in der Schweiz. Nach der Einteilung des Bundesamtes für Statistik (BFS) ist sie identisch mit dem Gebiet des Kantons Zürich.
Per 31. Dezember 2019 betrug die Einwohnerzahl 1'539'275. Der Ausländeranteil (gemeldete Einwohner ohne Schweizer Bürgerrecht) bezifferte sich am Stichtag auf 27,1 Prozent.